# Мирослав Илић
Мирослав Илић (Мрчајевци, 10. децембар 1950) српски је певач. Један је од најпознатијих и најпопуларнијих српских певача фолк поп-фолк музике.

## Биографија
Илић је у Чачку завршио гимназију, а након тога је уписао Електротехнички факултет у Скопљу.
Своју певачку каријеру Мирослав Илић је започео 1965. године са синглом Послушајте песму моју, а 1972. године синглом са песмом Волео сам девојку из града, текстописца Добрице Ерића, композитора Обрена Пјевовића, коју је снимио за издавачку кућу Дискос из Александровца. Након те песме, велики успех остварио је са ЛП плочом Срели смо се, било је то давно коју је 1979. снимио за Продукцију грамофонских плоча Радио телевизије Београд.
У следећим годинама је започео и сарадњу са композиторима Драганом Александрићем, Предрагом Вуковићем Вукасом и текстописцем Радмилом Тодоровић Бабић. У музичком споту песме „Волео сам девојку из града” појављује се Соња Савић.
Бригу око његове каријере преузима менаџер Рака Ђокић и наступа на концертима са Лепом Бреном, као најтраженији и најтиражнији естрадни дует. Снимају и мини-ЛП са хит-песмом Један дан живота (1985).
Мирослав Илић је био члан владајуће политичке странке Савеза комуниста Југославије у СФР Југославији, а 1990. године након разбијања Савеза комуниста Југославије односно Савеза комуниста Србије постаје члан Социјалистичке партије Србије чији је био кандидат за народног посланика, касније иступа из Социјалистичке партије Србије. На изборима 2012. године јавно је подржао Демократску странку чији је истакнути члан његов зет и бивши министар Драган Шутановац коме је венчани кум био бивши председник Србије Борис Тадић.
Учествовао је на модној ревији „Пал Зилери” као манекен 2012. у Београду.
Највећи хитови у његовој каријери су: Девојка из града, Моравско предвечерје, Вино точим, а вино не пијем, Поздрави је, поздрави, Шумадијо, Јесен седамдесет и неке, Поломићу чаше од кристала, Није живот једна жена, Још те нешто чини изузетном, Ова ноћ, Божанствена жено, Били смо другови, Теби, Луцкаста си ти, Смеј се, смеј, Тако ми недостајеш, Лажу да време лечи све, Америка...

## Награде и признања
- Естрадно-музичка награда Србије за животно дело, 2018.[11]
- Естрадно-музичка награда Србије, 2016.
- Награда за животно дело "Златна бубамара" Скопје, Македонија, 2023.

## Албуми
- Овом те песмом поздрављам (1973)
- Волео сам девојку из града (1975)
- Срели смо се, било је то давно (1979)
- У свет одох мајко (1980)
- Тако ми недостајеш (1981)
- Схватио сам, не могу без тебе (1982)
- Поздрави је, поздрави (1983)
- Путујем, путујем (1984)
- Један дан живота (1985)
- Зовеш ме на вино (1985)
- Теби (1986)
- Мислиш ли на мене (1987)
- Балада о нама (1988)
- Лажу да време лечи све (1989)
- Шта ће нама туговање (1990)
- Прошлост моја (1993)
- Пробуди се срце моје (1996)
- Чувајте ми песме (1998)
- Што си рано заспала (1999)
- Тек смо почели (2001)
- Може ли се пријатељу (2002)
- Ето мене (2004)
- Дајем реч (2005)
- Мани ме година (2010)
- Волим те неизлечиво (2014)

## Сингл-плоче
- Послушајте песму моју (1965)
- Весна стјуардеса (1972)
- Село моје, завичају мио (1973)
- Ој, Мораво зелена доламо (1973)
- Зора зори, дан се забијелио (1973)
- Хиљаду суза (1974)
- Гина (1974)
- Враголан (1974)
- Шта је живот (1975)
- Шта би хтела кад би смела (1976)
- Боем (1976)
- Ја не играм како други свира (1977)
- Јелена (1977)
- Вино точим, а вино не пијем (1978)
- Отвор’ прозор цурице малена [са Добривојем Топаловићем] (1979)
- Колики је овај свет (1979)
- Јој Радо, јој Радмила (1980)
- Где си сада [филм Сок од шљива] (1981)
- Један дан живота (1985)

## Фестивали
- 1973. Београдски сабор - Ој, Мораво, зелена доламо, награда за текст
- 1973. Илиџа - Зора зори и дан забијелио, награда за композицију, награда за аранжман и награда за интерпретацију
- 1974. Илиџа - Развила се гора, гора зелена
- 1975. Југословенски фестивал Париз - Срели смо се у априлу
- 1978. Парада хитова - Вино точим, а вино не пијем
- 1979. Хит парада - Луцкаста си ти
- 1980. Хит парада - Јој, што те волим
- 1981. Хит парада - Тако ми недостајеш / Сладак шећер, 'ладна вода
- 1982. Хит парада - Схватио сам не могу без тебе
- 1983. Хит парада - Поздрави је, поздрави
- 1984. Хит парада - Јесен седамдесет и неке
- 1985. Хит парада - Зовеш ме на вино
- 1986. Хит парада - О гитаро, о гитаро
- 1986. Посело године 202 - Зовеш ме на вино
- 1986. Посело године 202 - Један дан живота (дует са Лепом Бреном)
- 1987. Посело 202 - Теби
- 1988. Вогошћа, Сарајево - Чиме сам те заслужио
- 1988. Хит парада - Знам да знаш
- 1989. Хит парада - Лажу да време лечи све
- 1990. Посело године 202 - Поздрави је, поздрави / Лажу да време лечи све / Теби
- 1991. МЕСАМ - Шта ће нама туговање
- 1991. Посело године 202 - Крију те, крију / Шта ће нама туговање
- 1992. Хит парада - Шта ће нама туговање
- 1993. Шумадијски сабор - Америка, Америка, прва награда стручног жирија  и трећа награда публике
- 1995. Моравски бисери - Пробуди се срце моје, победничка песма
- 1996. МЕСАМ - Сетиш ли се некад мене

## Концерти
- 1996. Дом синдиката, 20. март
- 1998. Сава центар, 24. април — Чувајте ми песме, поводом 25 година каријере
- 2001. Сава центар, 2001.
- 2002. Сава центар, 2002. — Првих 30 година
- 2004. Сава центар, 10. децембар — Ето мене
- 2005. Сава центар, 11. децембар
- 2006. Сава центар, 10. децембар
- 2007. Београдска арена, 10. децембар
- 2008. Сава центар, 10. и 11. децембар
- 2009. Сава центар, 10. децембар
- 2010. Сава центар, 9. и 10. децембар
- 2011. Сава центар, 9. и 10. децембар
- 2012. Сава центар, 10, 11. и 12. децембар, 40 година уметничког рада
- 2013. Сава центар, 10, 11. и 13. децембар
- 2014. Сава центар, 10, 11. и 12. децембар
- 2015. Сава центар, 10. децембар
- 2016. Сава центар, 10. и 11. децембар
- 2017. Сава центар, 10. децембар
- 2018. Сава центар, 10. децембар — Поломићу чаше од кристала
- 2019. Сава центар, 10. децембар
- 2022. Београдска арена, 10 и 11. децембар (Златни јубилеј поводом 50 године каријере)
- 2023, Арена Борис Трајковски - Скопје, 18  Март
- 2023. Београдска арена, 15. децембар
- 2024. Сава центар, 10 и 11 децембар